# Dascillus cervinus
Genre
Espèce
Dascillus cervinus est une espèce d'insectes coléoptères de la famille des Dascillidae.

## Description
Corps ovale-allongé, long de 11 à 12 mm, élytres à bords parallèles, les mâles couverts de soies grisâtres, brun-jaunâtre chez les femelles, le reste du corps noir.

## Distribution
Europe, du Portugal à la Scandinavie et à la Russie. Présent en France, surtout dans des régions d'altitude.

## Habitat
Vivent essentiellement dans des régions montagneuses, sur les fleurs au voisinage des ruisseaux ou dans les bois clairs humides. Les larves mangent les racines de plantes poussant dans des sols humides. Les adultes sont visibles de mai à juillet.